# Die schöne Müllerin

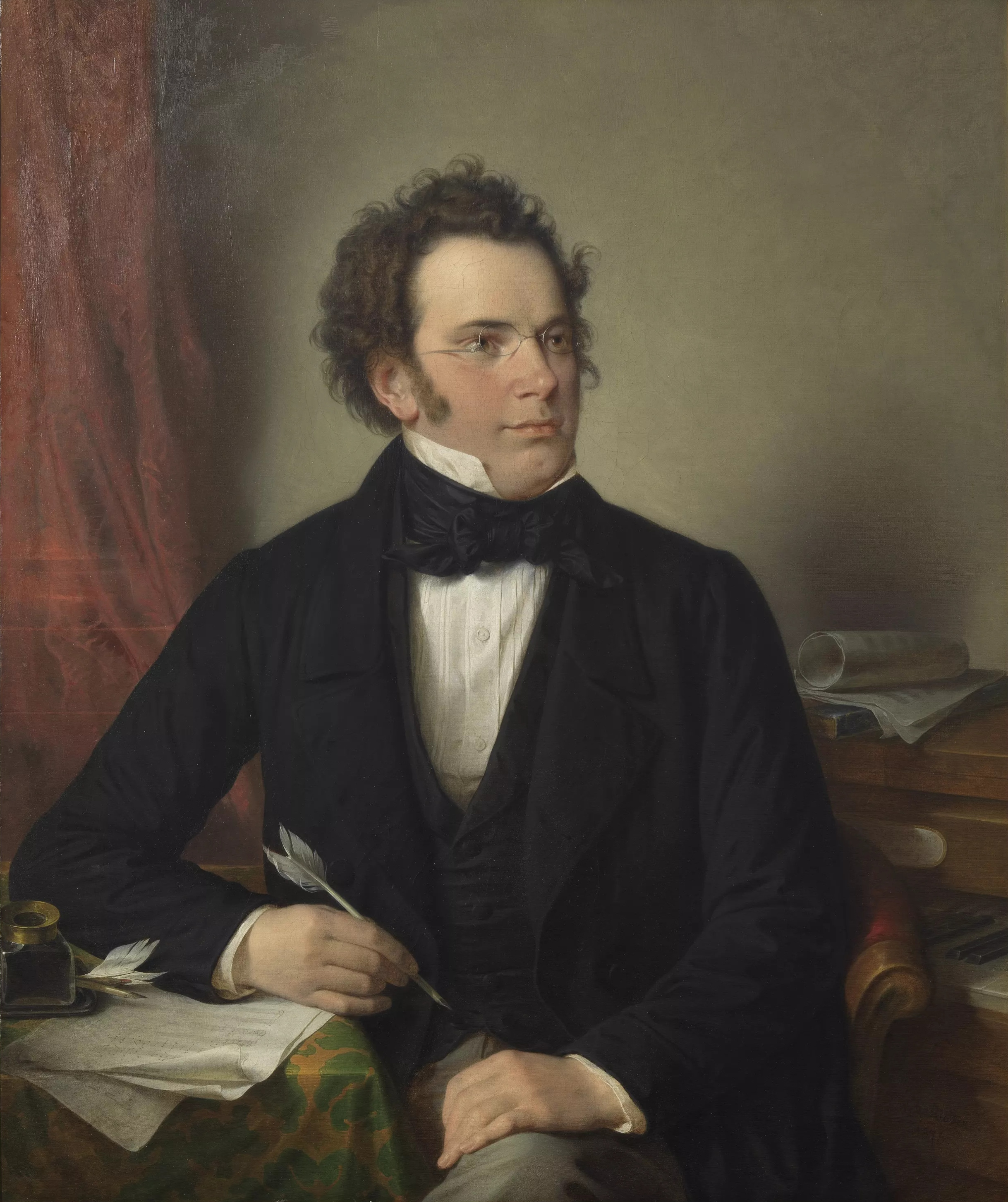
Franz Schubert

Die schöne Müllerin (de mooie molenaarster) is een liederencyclus (opus 25, D 795, 1823) van Franz Schubert.

## Beschrijving
De cyclus bestaat uit 20 getoonzette gedichten van Wilhelm Müller. Met elkaar vormen de gedichten het verhaal van een rondtrekkende gezel, die op een molen komt te werken en daar verliefd wordt op de dochter van de molenaar. Deze valt echter voor de charmes van een jager. De gezel verdrinkt daarna in de molenbeek.
Vooral het eerste lied is populair en wordt dikwijls (met name in Duitstalige landen) tijdens het wandelen gezongen.
Das Wandern ist des Müllers Lust,
Das Wandern!
Das muß ein schlechter Müller sein,
Dem niemals fiel das Wandern ein,
Das Wandern.

## De liederen
1. Das Wandern (het rondtrekken)
2. Wohin? (waarheen?)
3. Halt! (stop!)

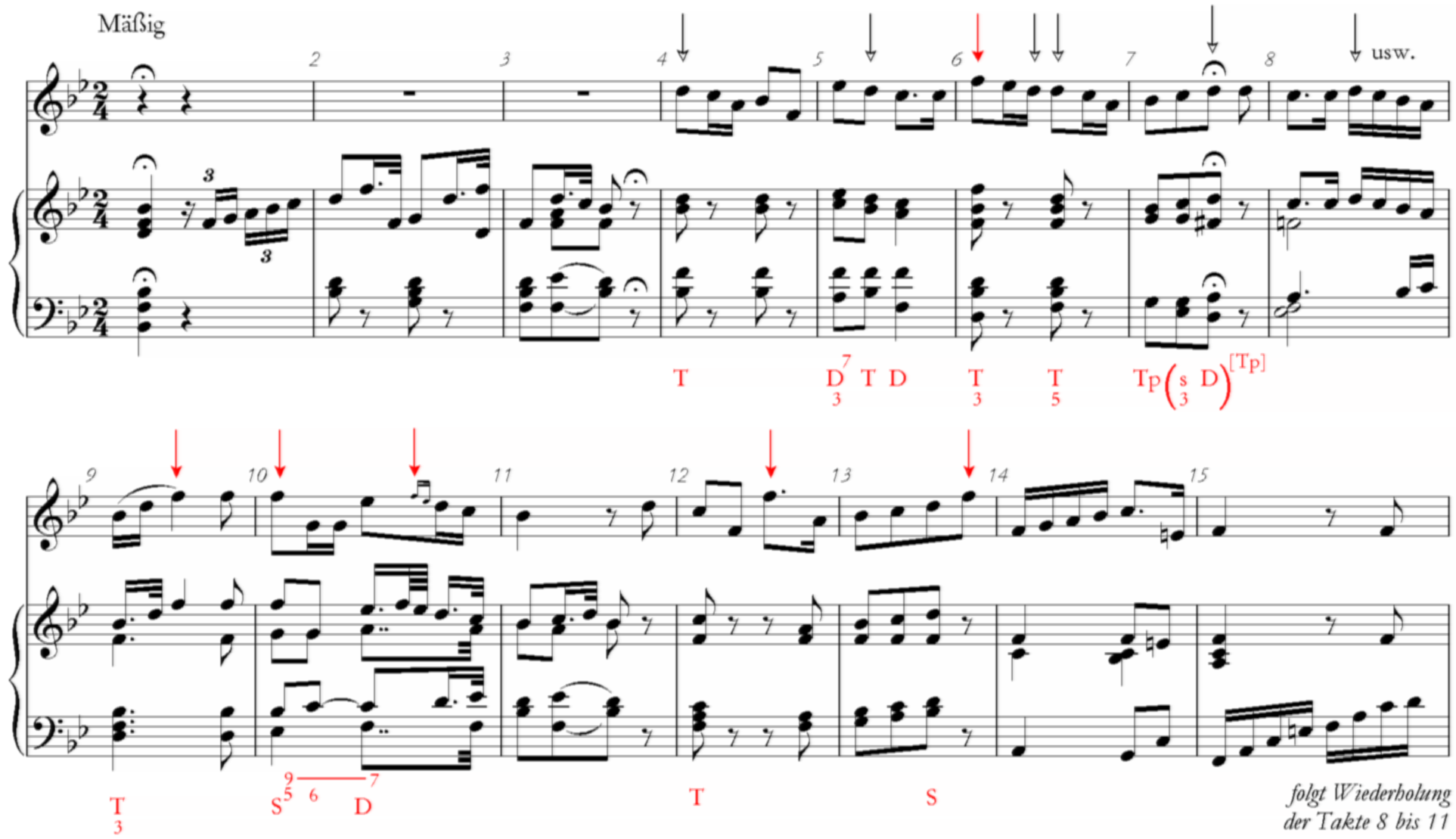
Enige analysedetails van het Lied Mit dem grünen Lautenbande Maat 1-15

4. Danksagung an den Bach (dankzegging aan de beek)
5. Am Feierabend (na de arbeid)
6. Der Neugierige (de nieuwsgierige)
7. Ungeduld (ongeduld)
8. Morgengruß (ochtendgroet)
9. Des Müllers Blumen (de bloemen van de molenaar)
10. Tränenregen (tranenregen)
11. Mein! (van mij!)
12. Pause (pauze)
13. Mit dem grünen Lautenbande (met het groene lint)
14. Der Jäger (de jager)
15. Eifersucht und Stolz (na-ijver en trots)
16. Die liebe Farbe (de mooie kleur)
17. Die böse Farbe (de slechte kleur)
18. Trockne Blumen (droge bloemen)
19. Der Müller und der Bach (de molenaar en de beek)
20. Des Baches Wiegenlied (het wiegelied van de beek)

## Bewerking
Zanger, componist en tekstdichter Jan Rot maakte een hertaling in het Nederlands van de liederen onder de titel Zomerreis (refererend aan de cyclus Winterreise die hij ook hertaald heeft), opgenomen in 2006 door tenor Marcel Beekman en pianist Ernst Munneke. Lau Kanen maakte een zingbare Nederlandse vertaling, De mooie molenaarster, die te vinden is in The LiederNet Archive (zie Externe links).